# Кастронуово-ди-Сант-Андреа
Кастронуово-ди-Сант-Андреа (итал. Castronuovo di Sant'Andrea) — коммуна в Италии, располагается в регионе Базиликата, в провинции Потенца.
Население составляет 1274 человека (2008 г.), плотность населения составляет 31 чел./км². Занимает площадь 46 км². Почтовый индекс — 85030. Телефонный код — 0973.

## Демография
Динамика населения:

## Администрация коммуны
- Официальный сайт: